# 箕田古墳群
箕田古墳群（みだこふんぐん）は、埼玉県鴻巣市にある古墳群。大宮台地北西先端に位置する。北方7kmには埼玉古墳群がある。
広大な領域に分布している古墳群は、分布と築造年代の差から北から「追分」、「龍泉寺」、「富士山」、「稲荷腰」、「宮前」の5支群に分けられている。
墳丘が現存する7基（2号墳と4号〜9号墳）が1970年（昭和45年）3月10日付けで鴻巣市指定史跡に指定された。

## 古墳
- 箕田2号墳
JR高崎線の西側にあり、「三士塚」とも呼ばれている。墳頂に氷川神社が建つ。直径23（復元32）メートル、高さ2.7メートルの円墳。周溝から円筒埴輪片、人物埴輪片、須恵器有蓋高坏、大甕が出土した。6世紀後半の築造。
- 箕田9号墳
「宮登古墳」とも呼ばれている。角閃石安山岩製の胴張のある横穴式石室をもち、須恵器はそう、玉類、鉄鏃、盤、鉄釘が出土した。埴輪が見つかっていないことから7世紀前半の築造とみられる。出土品は1970年（昭和45年）3月10日付けで鴻巣市指定考古資料に指定された。